# Magyarpete
Magyarpete település Romániában, Kolozs megyében.

## Fekvése
Kolozs megyében, Kolozsvártól északkeletre, Magyarpalatka északkeleti szomszédjában fekvő település.

## Története
Magyarpete [Pete- (Péter)-laka, (telke)] nevét az oklevelek 1294-ben említették először Pethelaka néven, majd 1296-ban Pethurteluke, 1306-ban Pethetelke, 1307-ben Petetelke, 1334-ben Petheberche formákban írták nevét.
A település Ősi [Palatkai] Iwanka fiainak, Jánosnak és Gergelynek birtoka volt, melyet öröklött jogon bírtak.
1294-ben a gyulafehérvári Szent Lélek-apácakolostornak adták fele részét.
1296-1307 közötti években Palatka fele részét, mint Palatka tartozékát eladták Gyógyi Miklós ispánnak.